# Albert František z Nostic-Rienecku
Albert František hrabě z Nostic-Rienecku (německy Albert Franz Graf von Nostitz-Rieneck, též Nostic; 23. srpna 1807 Trmice – 25. ledna 1871 Praha) byl rakouský a český šlechtic z rodu Nosticů a politik, ve 2. polovině 19. století nejvyšší maršálek Českého království; stoupenec českého státoprávního programu.

## Život

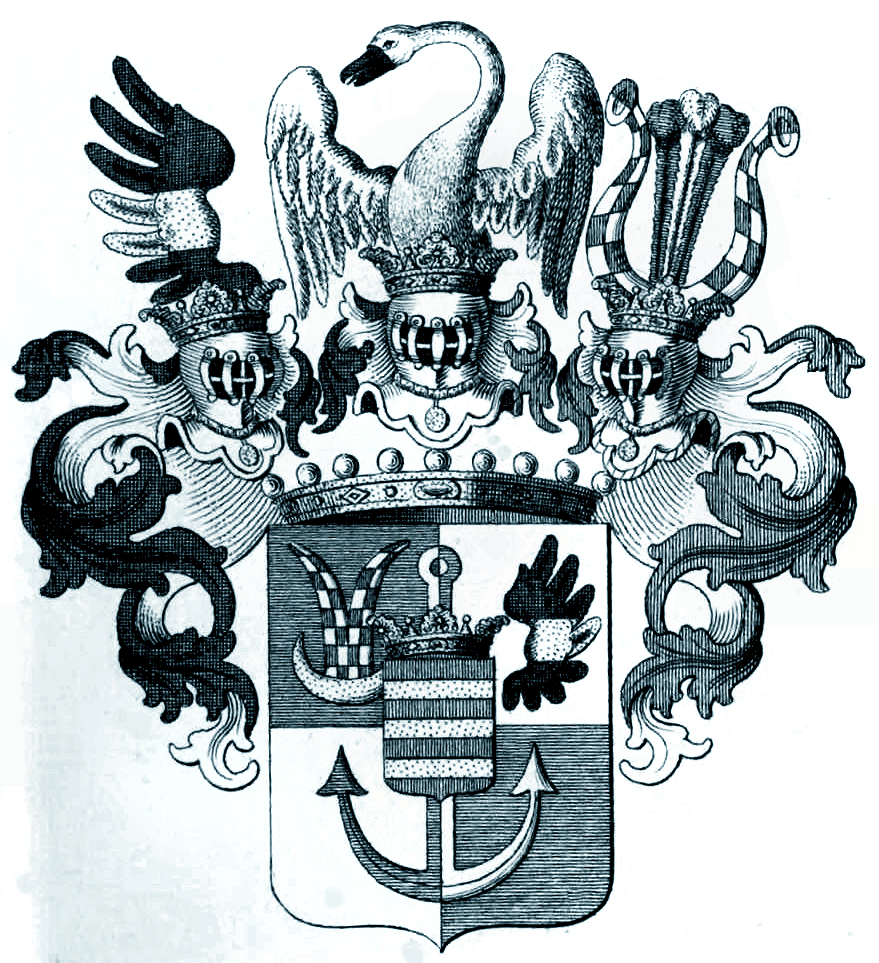
Erb hrabat z Nostic a Rienecku

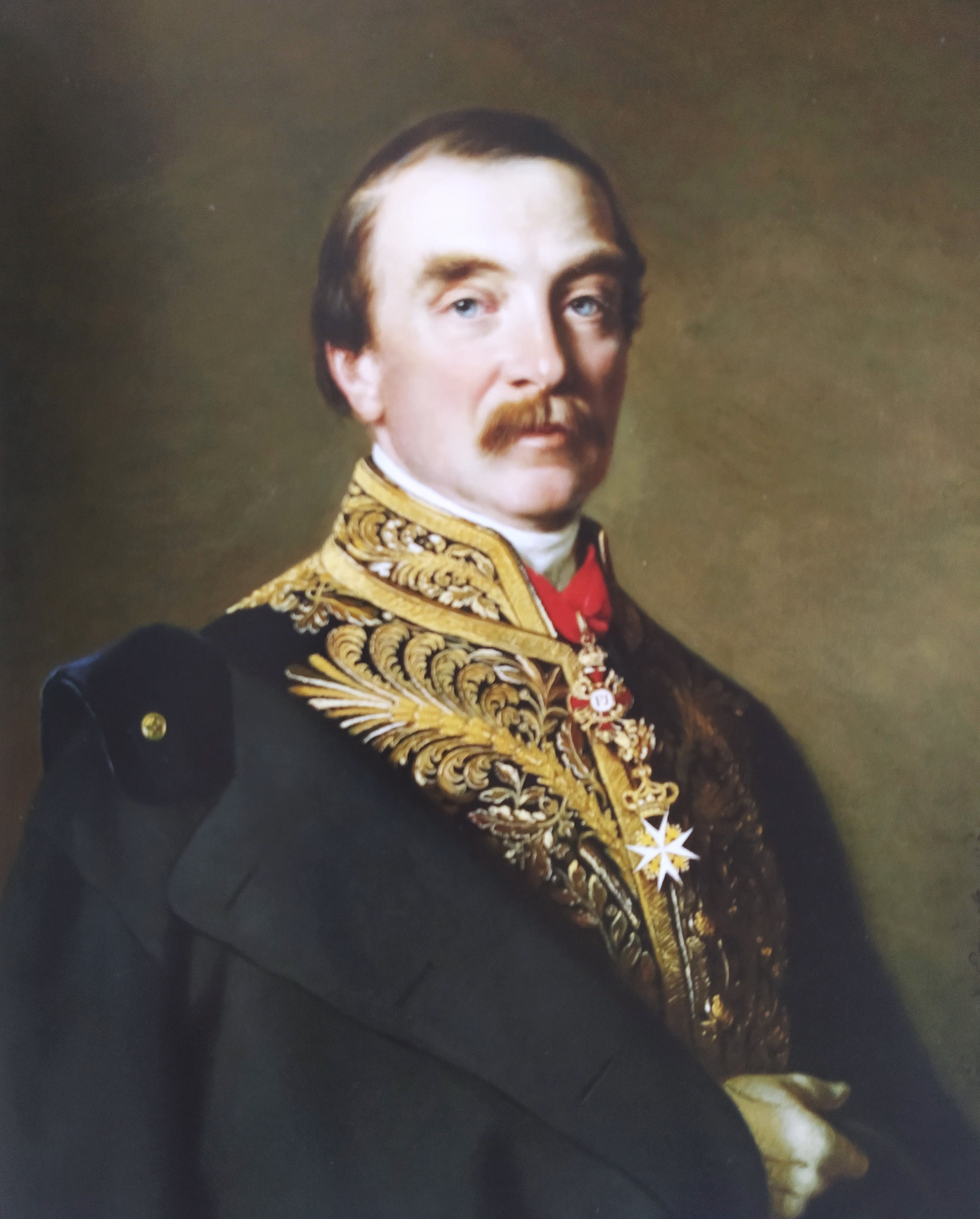
Hrabě Albert z Nostic-Rienecku, portrét ze sbírek Národního muzea (1861, Eduard von Engerth)

Na Karlo-Ferdinandově univerzitě v Praze studoval filozofii a práva. Roku 1828 vstoupil do státních služeb jako pracovník pražského gubernia a již v té době byl politicky aktivní. V letech 1842–1861 zasedal na stavovském Českém zemském sněmu, kde po celé toto období zastával i funkci člena zemského výboru.
V předbřeznové éře patřil mezi tzv. stavovskou opozici. Během revolučního roku 1848 se rychle zapojil do vrcholné politiky. Již počátkem března 1848, po zprávách o revolučním pohybu ve Francii a Německu, požádal jménem stavovské opozice o urychlené svolání zemského sněmu a o jeho přiměřené rozšíření o reprezentanty dalších složek populace. 28. května 1848 ho místodržící (guberniální prezident) Leopold Lev z Thun-Hohensteinu jmenoval na člena nově ustavené prozatímní vládní rady spolu s dalšími předáky české i českoněmecké šlechtické a měšťanské elity.
V letech 1848–1849 podnikl několik misí k císařskému dvoru provizorně sídlícímu v Innsbrucku. Takto například jednal v Innsbrucku 2. června 1848, kam byl vyslán společně s Františkem Ladislavem Riegrem. Podílel se na dojednávání politických změn a daňových úprav souvisejících se zrušením poddanství.
Od roku 1849 byl řádným členem c. k. vlastenecko-hospodářské společnosti a v letech 1860-1866 jejím presidentem.
Politicky aktivní zůstal i v éře neoabsolutismu. V roce 1853 byl členem poradního výboru pro nový honební zákon a v roce 1854 ve výboru pro zákon na podporu chudiny. V letech 1851 - 1861 byl prezidentem sdružení cukrovarského průmyslu (Central-Verein für Rübenzucker-Industrie) v Rakousko-Uhersku a členem představenstva Hospodářské úvěrní banky pro Čechy. Byl též předsedou Jednoty pro zvelebení hudby, zakladatelky Pražské konzervatoře.
Po obnovení ústavní vlády se zapojil i do parlamentní politiky. Již v roce 1860 byl jmenován do Rozmnožené Říšské rady, která byla provizorním poradním orgánem na cestě k ústavní reformě. Společně s dalším předákem české šlechty Jindřichem Jaroslavem Clam-Martinicem se v tomto vládním tělesu ještě profilovali jako stavovští reprezentanti, nikoliv představitelé etnicky českého národního a státoprávního hnutí. Česká občanská elita vedená Palackým a Riegrem totiž zatím nedospěla ke koordinaci svých kroků s historickou šlechtou.
V zemských volbách roku 1861 se stal poslancem Českého zemského sněmu za nesvěřenské velkostatky. Zemský sněm ho roku 1861 delegoval i do Říšské rady (tehdy ještě volené nepřímo) za Čechy (kurie velkostatkářská). 8. června 1861 složil slib. Rezignace na mandát byla oznámena dopisem 3. listopadu 1861 poté, co mu nebyla schválena dovolená. K roku 1861 se uvádí jako statkář, tajný rada a nejvyšší maršálek český, bytem v Praze.
Hlavní arénou jeho politické kariéry ovšem zůstal zemský sněm. Do sněmu byl za poslance zvolen ještě v zemských volbách v lednu 1867. V krátce poté konaných zemských volbách v březnu 1867 neuspěl, protože v nich mezi šlechtou (ve velkostatkářské kurii triumfovala centralistická, provídeňská skupina). Do sněmu se vrátil po zemských volbách v roce 1870. V období let 1861–1863, poté znovu v letech 1866–1867 a 1870–1871 zastával funkci Nejvyššího maršálka Království českého (tedy předsedy zemského sněmu a nejvyššího představitele zemské samosprávy). Jeho první instalace na tento post v roce 1861 ještě neproběhla volbou, ale jmenováním na základě přání panovníka, oznámeného na první schůzi sněmu.
Patřil ke Straně konzervativního velkostatku, která od roku 1861 úzce spolupracovala se staročeskou stranou (Národní strana), podporovala federalistické uspořádání monarchie a české autonomistické požadavky. Během jedné z prvních schůzí Říšské rady v létě roku 1861 podepsal po zostřujících se slovních soubojích mezi federalisty a centralisty interpelaci třiadvaceti českých poslanců, kteří po vládě požadovali objasnění pozice vlády vůči útokům, které obsahují těžkou pohanu české koruny a důstojnosti královské. V roce 1865 přednesl při zahájení dalšího zasedání zemského sněmu jménem české historické šlechty návrh na vypracování děkovného prohlášení císaři, jež obsahovalo toužebné přání, aby se nechal korunovat českým králem.
Naposledy se ještě výrazněji v tuzemské politice projevil v květnu 1870, kdy předsedal schůzce české šlechty a občanských politiků, která měla sjednotit pozice pro blížící se jednání s představiteli nové vlády Alfreda von Potockého, jež jevila zájem o urovnání česko-rakouského napětí.

## Rodina
Jeho otec byl generál a vojevůdce napoleonských válek Jan Nepomuk z Nostic-Rienecku (1768–1840). Bratr Heřman z Nostic-Rienecku (1812–1895) byl rakouským generálem. Synovec Albert Nostic-Rieneck (1843–1929) proslul rovněž jako generál. Roku 1862 se v Praze oženil s Adelheid z Puteani (26. 3. 1823 Praha –28. 11. 1904 Průhonice), se kterou měl jedinou dceru:
- Marie Antonie Gabriela (31. 1. 1863 Praha – 23. 7. 1934 Průhonice)
  - ⚭ (1885) hrabě Arnošt Emanuel Silva-Tarouca (3. 1. 1860 Čechy pod Kosířem – 15. 8. 1936 Schwaigern, Bádensko-Württembersko), poslanec Českého zemského sněmu, Říšské rady a ministr zemědělství Předlitavska 1917–1918